# Eilean Donan Castle
Eilean Donan Castle (schottisch-gälisch: Eilean Donnain) ist eine Niederungsburg in der Nähe von Dornie, einem kleinen Dorf in Schottland. Der Name selbst bedeutet „Donans Insel“ und weist auf den Hl. Donnán von Eigg hin, einen keltischen Märtyrer aus dem 6. Jahrhundert.
Eilean Donan Castle befindet sich am Loch Duich in den westlichen schottischen Highlands. Die Burg liegt auf einer kleinen Landzunge, die bei Flut zu einer winzigen Gezeiteninsel wird. Sie ist dann nur durch eine steinerne Fußgängerbrücke zu erreichen. Die Burg ist der Stammsitz des schottischen Clans der Macrae.

## Geschichte

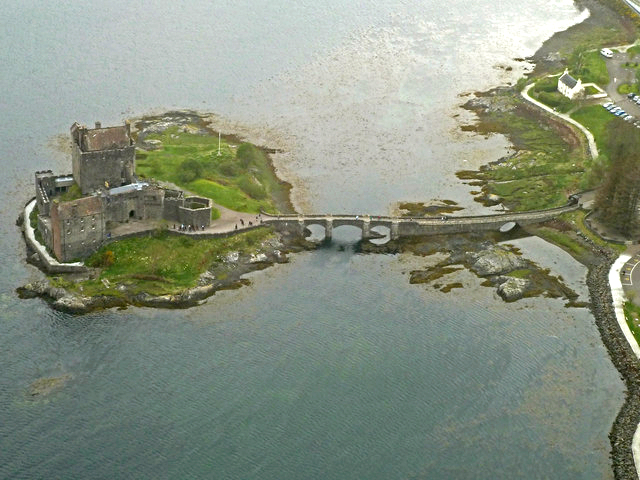
Eilean Donan

Nicht genauer datierbare archäologische Funde von Schlacke belegen eine Besiedelung der Insel in späteisenzeitlicher oder frühmittelalterlicher Zeit. Ein auf der Insel errichtetes, dem Hl. Donnán von Eigg († 617) zugesprochenes kleines Kloster konnte bisher nicht durch Funde nachgewiesen werden.

### Die Ursprünge der Burg
Mit dem Bau der Burg wurde etwa um 1220 während der Regierungszeit von Alexander II. als Verteidigung gegen wikingische Überfälle begonnen, aus dieser Zeit stammten die (heute nicht mehr erhaltenen) Burgmauer und der Wohnturm. Widersprüchliche Dokumente aus dieser Zeit geben den Earl of Ross sowie die Clans Mackenzies of Kintail, Macrae und Maclennan als Burgherren an; belegt ist ab 1266 der Clan Mackenzies of Kintail.
Im Winter 1307 / 08 diente Eilean Donan Castle Robert the Bruce als Fluchtburg, als er sich im Ersten Schottischen Unabhängigkeitskrieg auf der Flucht vor den Engländern befand. Die Unterstützung, die er dabei durch den Clan Mackenzies of Kintail erhielt, war jedoch eher gering.
Ab dem frühen 14. Jahrhundert siedelt der Clan Macrae in der Gegend um Eilean Donan Castle.

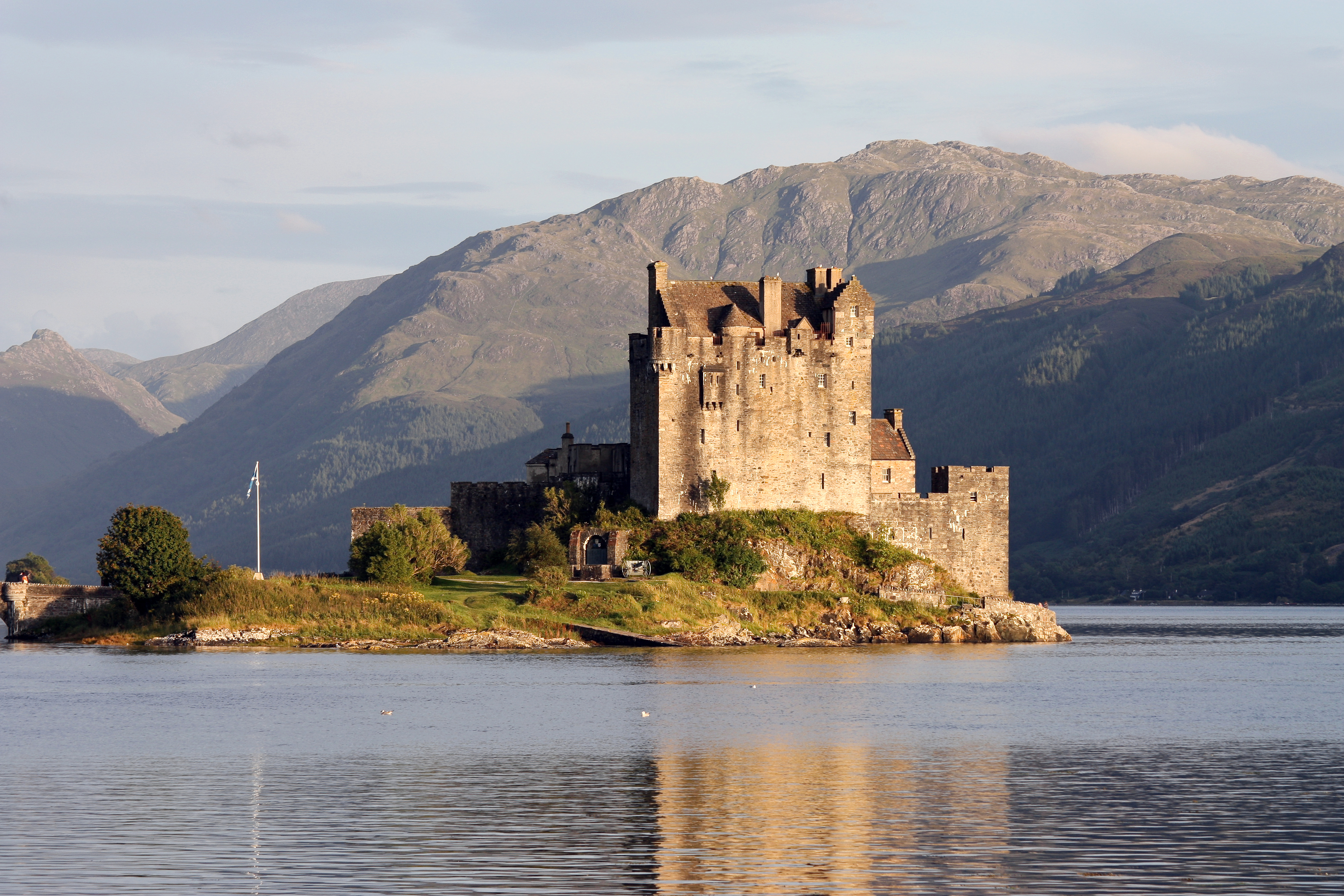
Eilean Donan Castle

### Turbulente Jahre
Um die rebellischen Highlands zu befrieden, reiste König Jakob I. 1427 nach Inverness. Er lud dazu alle Clan Chiefs unter der Zusicherung von freiem Geleit ein, ließ diese jedoch bei ihrer Ankunft entweder einkerkern oder sofort hinrichten. Unter den Clan Chiefs befand sich auch der junge Alexander Mackenzie, nominell der 6. Chief of Kintail. Dieser wurde verurteilt, als Strafe in Perth eine Schule zu besuchen. Während seiner Abwesenheit wurde Eilean Donan Castle von Duncan Macaulay gehalten, im Interesse von Alexander und gegen die Widerstände verschiedener Verwandter des Clans Mackenzie.
In seiner aktiven Zeit als Clan Chief unterstützte Alexander dann die Monarchie, auch gegen die Lords of the Isles des Clan MacDonald. Dafür wurde er 1463 in seiner Position vom König bestätigt.
Widerrechtliche Handlungen des Hector Roy Mackenzie führten 1497 zur Ächtung des Clans Mackenzie als Rebellen. 1503 erklärte sich der Graf von Huntly bereit, Eilean Donan Castle zu erobern, der Krone zu übergeben und in deren Interesse besetzt zu halten. Jakob IV. stellte zu diesem Zweck ein Schiff zur Verfügung. Die Burg wurde nach kurzer Belagerung geräumt und übergeben.
In einer Urkunde von 1509 erhält John of Killin das Gebiet von Kintail sowie Eilean Donan Castle zugesprochen. 1511 wird Christopher Macrae zum Burghüter ernannt.
1539 wurde die Burg von Donald Gorm Macdonald of Sleat angegriffen. Obwohl von nur drei Personen verteidigt, konnte der Angriff nach der zufälligen Tötung von Donald Gorm Macdonald zurückgeschlagen werden.
1580 begann eine Fehde zwischen dem Clan Mackenzie und dem Clan MacDonald of Glengarry. In den folgenden Jahren wurde Eilean Donan Castle immer wieder Basis und Ziel dieser Auseinandersetzung, die erst 1602 mit dem Tod von Angus MacDonald of Glengarry ein Ende fand.
Farquhar Macrae wurde 1580 auf der Burg geboren. Nach einem Studium in Edinburgh und seiner Priesterweihe wurde er 1618 zum Verwalter der Burg bestimmt. Colin Mackenzie of Kintail, ab 1623 Earl of Seaforth, besuchte die Burg regelmäßig. Dabei ließ er sich mit seinem Gefolge (etwa 300 bis 500 Mann) sowie die benachbarten Lairds vom Verwalter bewirten.
1635 ernannte George Mackenzie, 2. Earl of Seaforth, Farquhar Macrae zum Privatlehrer seines sechsjährigen Sohnes Kenneth, der danach auch auf Eilean Donan Castle erzogen wurde.
In den Englischen Bürgerkriegen in der Mitte des 17. Jahrhunderts stand der Earl of Seaforth auf der Seite von Karl I. Nach der Hinrichtung des Königs im Jahr 1649 ordnete das Parlament von Schottland eine Besetzung von Eilean Donan Castle an. Die Besatzer waren jedoch nicht willkommen und wurden durch den Widerstand der Bevölkerung zum Abzug gezwungen.
Im darauffolgenden Jahr sammelte Simon Mackenzie of Lochslin, Bruder des Earl of Seaforth, in der Umgebung von Eilean Donan Castle Truppen, um die royalistische Sache zu unterstützen. Er überwarf sich dabei jedoch mit Farquhar Macrae, was diesen wiederum zur Räumung der Burg veranlasste. Farquhar war damit bis zur Restaurierung von Eilean Donan Castle der letzte Verwalter, der auch auf der Burg lebte.
Danach wurde die Burg kurz vom Earl of Balcarres besetzt, der zu dieser Zeit den royalistischen Glencairn-Aufstand unterstützte. Im Juni 1654 marschierte General Monck, in Schottland der militärische Gouverneur von Oliver Cromwell, während der Unterdrückung des Aufstandes durch Kintail.

### Zerstörung im Ersten Jakobitenaufstand
Im April 1719 landeten 300 Soldaten unter dem Kommando von George Keith, 9. Earl Marischal als Teil der spanischen Unterstützung für die Jakobiten am Loch Duich und besetzten Eilean Donan Castle. Weil jedoch die versprochene Hauptunterstützung aus Spanien ausblieb, kam es nicht zum erwarteten Aufstand der jakobitischen Highlander. Die Royal Navy entsandte daraufhin drei Fregatten in die Region, die am 10. Mai die Burg erreichten. Die spanischen Soldaten schossen mit Musketen auf den Unterhändler, der sich in einem Beiboot näherte; daraufhin eröffneten die Fregatten das Feuer auf die Burg. Der Beschuss dauerte eineinhalb Tage an, bis eine Mannschaft von den Fregatten aus die Burg stürmte und die 44 noch Überlebenden gefangen nahm. In den gefundenen Vorräten fanden sich über 300 Fass Schießpulver, die dann zur Sprengung von Eilean Donan Castle verwendet wurden.

### Die Restaurierung
1912 erwarb Lt. Col. John MacRae-Gilstrap die Ruine und begann mit ersten Restaurierungsarbeiten. Unterstützt wurde er dabei von einem ansässigen Steinmetz, Farquhar MacRae, der mit MacRae-Gilstrap den Traum teilte: „claimed to have had a dream in which he saw, in the most vivid detail, exactly the way the castle originally looked“. Die komplette Wiederherstellung wurde zwischen 1920 und 1932 durchgeführt, abweichend von den ursprünglichen Plänen wurden zusätzlich die steinerne Zugangsbrücke sowie ein Kriegerdenkmal für die im Ersten Weltkrieg gefallenen Soldaten des Clans Macrae geschaffen. Die Kosten der Restaurierung werden heute auf 250.000 £ geschätzt.
Nach dem Tod von MacRae-Gilstrap im Jahr 1937 blieb die Burg unbewohnt und wurde 1955 als Museum für die Öffentlichkeit freigegeben.

### Eilean Donan Castle heute
Eilean Donan Castle befindet sich heute im Besitz der vom Clan Macrae geschaffenen Conchra-Stiftung und wird als Museum genutzt. Sie liegt touristisch günstig direkt an der A87 auf dem Weg von Glasgow nach Kyle of Lochalsh sowie der Insel Skye und gilt als eines der meistfotografierten Motive in Schottland. Im Jahr 2009 wurden weit über 310.000 Besucher gezählt und machen Eilean Donan Castle damit zu der am drittmeisten besuchten Burg Schottlands.

## Bauphasen

### Frühe Befestigung
Im 13. Jahrhundert wurde eine Ringmauer errichtet, die den größten Teil des über der Hochwasserlinie liegenden Gebietes der Insel umfasste. Die umschlossene Fläche betrug ungefähr 3000 m². Überreste dieser Mauer können noch im Nordteil der Insel gefunden werden, andere Teile wurden durch spätere Erweiterungen der Burg überbaut. Im Nordteil der Mauer finden sich die Fundamente eines Bergfrieds von etwa 12 * 13 m, und die Überreste von Fundamenten deuten auf zwei weitere Verteidigungstürme sowohl an der Nordost- als auch an der  Südwestecke der Ringmauer hin. Über die ursprüngliche Höhe dieser Türme ist nichts bekannt. Der Zugang zur Anlage erfolgte wahrscheinlich über ein seeseitiges Tor im Nordwesten der Ringmauer, im Südwesten ist an einem kleinen Strand ein weiterer Zugang denkbar.
Im 14. Jahrhundert wurde, an die Ringmauer anlehnend, auf dem höchsten Punkt der Insel ein Turmhaus errichtet. Der Turm maß 16,5 * 12,4 m und besaß 3 m dicke Wände. Das gewölbte Erdgeschoss war in zwei Räume aufgeteilt und besaß im Norden eine Treppe, die den Zugang zu den (wahrscheinlich zwei) darüber liegenden Stockwerken erlaubte.
Archäologische Ausgrabungen in den Jahren 2008 und 2009 haben einen Großteil dieser Vermutungen bestätigt und Beweise gefunden, dass im nördlichen Teil der Burg auch Metallbearbeitung stattfand.

### Die verkleinerte Burg
Wahrscheinlich im späten 14. oder Anfang des 15. Jahrhunderts wurde die Ringmauer zu Gunsten einer kleineren Verteidigungsanlage aufgegeben. Diese umschloss jetzt nur noch etwa 25 Meter im Quadrat, der Eingang lag im Osten. Gründe für diese Änderung sind nicht bekannt.
Während des 16. Jahrhunderts wurden zwei Gebäude hinzugefügt. Ein kleines Haus wurde im Südostwinkel der neuen Ringmauer errichtet. Es besaß über eine Wendeltreppe einen Zugang zum Wehrgang und diente wahrscheinlich dem Burgverwalter als Wohnung. In der Südwestecke der Ringmauer kam ein L-förmiges Gebäude hinzu, möglicherweise aber  erst Anfang des 17. Jahrhunderts. Der südliche Teil des Gebäudes liegt außerhalb der Ringmauer, der nördliche Flügel aber (möglicherweise als spätere Hinzufügung) innerhalb.

### Das Hornwerk
Mit der zunehmenden Bedeutung von Kanonen in der Kriegsführung wurde die Burg im späten 16. Jahrhundert durch eine Richtung Osten zeigende Bastion oder Hornwerk erweitert. Diese bestand aus einer unregelmäßig sechseckigen Struktur mit einer maximalen Größe von 11,5 m. Dieses Hornwerk war mit dem Ostteil der Burg durch einen von Wänden umschlossenen dreieckigen Hof verbunden. Im Inneren der sechseckigen Struktur befand sich ein über 10 m tiefer Brunnen mit etwa 5 m Durchmesser.
Das Hornwerk diente nach seiner Fertigstellung als Zugang zur Burg. Der Brunnen war mit einer beweglichen Brücke überdeckt und bildete so eine weitere Verteidigung. Im Laufe des 17. Jahrhunderts wurde dieser leicht zu verteidigende Zugang zugunsten eines  günstiger gelegenen und bequemeren Eingangs in der Südwand aufgegeben.
Zeichnungen von Lewis Petit aus dem Jahr 1714 zeigten, dass die Burg zu großen Teilen zerstört wurde; nur das Haus in der Südostecke besaß noch ein Dach. Vier Jahre später wurde es völlig abgerissen.

### Die rekonstruierte Burg
Die gegenwärtigen Schlossgebäude sind das Ergebnis der Rekonstruktion zu Beginn des 20. Jahrhunderts. Obwohl der Wiederaufbau dem vorhandenen Grundriss folgte, unterscheiden sich die Details der gegenwärtigen Burg von ihrem ursprünglichen Äußeren. Die Zeichnungen von Lewis Petit wurden erst kurz vor Vollendung der Restaurierung gefunden, daher orientierte man sich an Plänen von MacGibbon und Ross aus dem 19. Jahrhundert.
Die Burg betritt man heute aus südlicher Richtung durch ein Portal, welches mit einem Fallgatter gesichert werden kann. Über dem Portal befinden sich das Wappen von John Macrae-Gilstrap sowie eine gälische Inschrift „Cho fad 's a bhios MacRath a-stigh cha bhi Frisealach a-muigh.“ Deren Übersetzung lautet: „So lange es einen Macrae drinnen gibt, gibt es keinen Fraser draußen“. Durch das Portal tritt man in den Hof, dessen Niveau abgesenkt wurde, um auf gleicher Höhe wie der Zugang zum Turmhaus zu liegen.
Die gegenwärtigen Gebäude im Südosten spiegeln die Form der früheren Strukturen einschließlich des runden Treppenturmes wider, sind aber im Ausmaß größer. Ein kleiner Turm wurde in der Nordwestecke der Ringmauer zusätzlich errichtet. Im Südwesten wurde nur der südliche Teil des L-förmigen Gebäudes als einfaches, dreistöckiges Haus wieder aufgebaut, während der Platz des nördlichen Teiles als offene Plattform mit Aussicht über Loch Duich dient.
Die Einteilung des Hauses folgt den ursprünglichen Dimensionen, obwohl das früher unterteilte Erdgeschoss jetzt nur ein Zimmer beinhaltet: Den Einquartierungssaal mit Tonnengewölbe. Der erste Stock beherbergt den wappengeschmückten Speisesaal mit Eichendecke und einem Kamin im Stil des 15. Jahrhunderts.

## Trivia
Die Burg wurde oft als Kulisse für Filme und Fernsehserien benutzt; unter anderem in einer Folge der Fernsehserie Das blaue Palais von Rainer Erler und in Filmen wie Highlander – Es kann nur einen geben, Elizabeth – Das goldene Königreich, Braveheart, Rob Roy, Prinz Eisenherz, Verlockende Falle, Verliebt in die Braut und Mio, mein Mio. Auch für den James-Bond-Film Die Welt ist nicht genug wurden vor Ort einige Szenen gedreht.

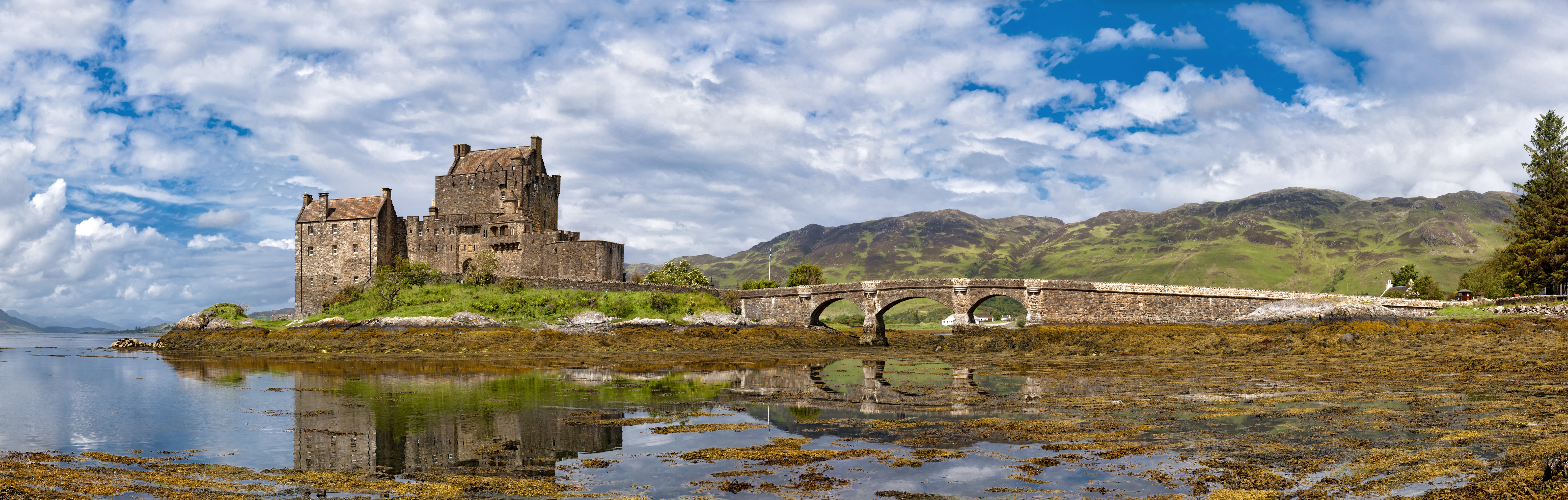
Eilean Donan Castle mit kompletter Zugangsbrücke